# Julius Baker
Julius Baker (23 tháng 9 năm 1915 - 6 tháng 8 năm 2003) là một trong những nghệ sĩ sáo flute   người Mỹ đáng chú ý của nền nhạc giao hưởng. Trong suốt 5 thập kỷ sự nghiệp, ông đã tham gia diễn tấu với một số dàn nhạc giao hưởng hàng đầu của Mỹ, bao gồm cả  Dàn nhạc giao hưởng Chicago  và Dàn nhạc giao hưởng New York Philharmonic.